# Emmanuele de Gregorio
Pour les articles homonymes, voir Gregorio.
Emmanuele de Gregorio (né le 18 décembre 1758 sur un bateau en Méditerranée et mort le 7 décembre 1839 à Rome) est un cardinal italien du XIXe siècle.

## Biographie
Emmanuele de Gregorio est le fils de Leopoldo de Gregorio, marquis d'Esquilache et ministre et secrétaire d'État des Deux-Siciles. Son frère est le cardinal Giovanni de Gregorio.
Emmanuele Gregorio est forcé d'aller à Paris et est arrêté en 1811. Il est libéré en 1814. Le pape Pie VII le crée cardinal lors du consistoire du 8 mars 1816. Il devient préfet de la Congrégation de l'immunité ecclésiastique (1818), puis de la Congrégation du Concile (1820). Il participe au conclave de 1823 (élection du pape Léon XII), au conclave de 1829 (pape Pie VIII) et au conclave de 1830-1831 (pape Grégoire XVI). Il est considéré papabile aux conclaves de 1829 et de 1830-1831, mais a trop d'opposants. À partir de 1829 il est grand pénitencier et à partir 1837 il est vice-doyen du Collège des cardinaux.

## Succession apostolique
Emmanuele de Gregorio a ordonné les évêques suivants :
- Archevêque Pietro Antonio Nostrano (1830)
- Évêque Alessandro Bernetti (1831)
- Évêque Antonio Perchiacca (1832)
- Évêque Giulio de Tommasi (1832)
- Évêque Francesco Antonio Visocchi (it) (1832)
- Évêque Leonardo Todisco Grande (1834)
- Évêque Giuseppe Trama (1834)
- Évêque Tommaso Bellacosa (1834)
- Évêque Agnello Giuseppe d'Auria Loffredo (1834)
- Évêque Pier Grisologo Basetti (1834)
- Évêque Michele Barone (1835)
- Archevêque Raffaele Blundo (1835)
- Évêque Bruno Maria Tedeschi (1835)
- Évêque Vincenzo Bufi Bocci (1838)
- Cardinal Ferdinando Maria Pignatelli, C.R. (1839)
- Archevêque Nicola Giuseppe Ugo (it) (1839)
- Évêque Niccola Golia (1839)
- Archevêque Felice Regano (it) (1839)